# Kundúz (město)
Kundúz (paštunsky کندز‎, persky قندوز‎‎‎) je město v Afghánistánu, hlavní město stejnojmenné provincie. Leží v historické oblasti zvané Baktrie přibližně padesát kilometrů na jih od hranice s Tádžikistánem a přibližně 250 kilometrů na sever od Kábulu, hlavního města Afghánistánu. Rozkládá se v širokém údolí řek, vytékajících z vysokých hor, které se rozkládají jižně a východně od Kundúzu.
Město se rozkládá ve středu zemědělsky velmi aktivní oblasti, která je v Afghánistánu proslulá díky produkci obilí a rýže. 
Dějiny města sahají až do 4. století n. l.

## Napadení města Tálibánem
28. září 2015 bojovníci hnutí Tálibán nečekaně přepadli a obsadili toto město. Ihned začali vyhledávat a vraždit zastánce ženských práv, novináře a spolupracovníky bezpečnostních sil. Armádě se s podporou letectva Spojených států podařilo město získat pod kontrolu již 1. října 2015. Hnutí Tálibán to však popírá. Americké letectvo však také omylem zasáhlo místní nemocnici, kde bylo zabito 42 lidí.
V roce 2021 bylo v srpnu město dobyto Talibanem zpět.